# Blaise, le poussin masqué
Pour les articles homonymes, voir Poussin et Blaise.
 (mars 2024).
Si vous disposez d'ouvrages ou d'articles de référence ou si vous connaissez des sites web de qualité traitant du thème abordé ici, merci de compléter l'article en donnant les références utiles à sa vérifiabilité et en les liant à la section « Notes et références ».
Blaise, le poussin masqué, est un personnage récurrent dans les albums pour enfants de Claude Ponti.

## Les poussins, éléments récurrents dans l'œuvre de Ponti
L'œuvre de Ponti est peuplé essentiellement de personnages totalement imaginaires (tels les Zertes ou autres...). Les exceptions notables sont sa propre fillette (Adèle) et les poussins, qui, bien qu'ayant un comportement assez éloigné de celui des animaux d'une basse-cour, sont des animaux réels. Plusieurs albums sont entièrement consacrés à leurs aventures, et ils apparaissent aussi marginalement dans d'autres albums. Ils sont présents dès le premier ouvrage de Ponti : l'Album d'Adèle.
Dans Ponti Foulbazar,, Claude Ponti explique : « Les poussins sont apparus dans l'Album d'Adèle : j'avais besoin d'éléments perturbateurs pour déranger les objets et déclencher des commencements d'histoires. Les poussins sont apparus et ils sont restés. Je ne peux rien faire contre eux. Cela ne se voit pas, mais il y en a partout. ».

## Blaise, un poussin-individu au milieu des autres
Blaise, le poussin au masque rouge grimaçant n'est pas, comme on pourrait s'y attendre, le chef des poussins, car la plus grande liberté règne parmi eux. En revanche, il se pose généralement en meneur du plus grand nombre (pendant que d'autres vont de leur côté). Derrière son masque rouge, il est à l'origine de la dynamique du groupe, par son caractère extraverti, désinhibé et hyper-socialisé.

## La vérité sur l'identité de Blaise
- Dans l'album Blaise et le Château d'Anne Hiversère, on peut pour la première fois voir Blaise sans son masque, en comparant attentivement les deux premières et les deux dernières pages du livre. En effet, Blaise est le premier réveillé au début de l'histoire et porte déjà son masque, mais le soir venu, il enlève le masque pour aller se coucher, toujours à la même place, comme tous les autres poussins. En comparant les deux planches, comme dans une sorte de jeux des différences, on peut voir Blaise démasqué.
- On en apprend encore plus sur Blaise dans Mille secrets de poussins. En fait Blaise n'est pas toujours le même poussin. Il est celui qui enfile le masque. Chaque poussin peut devenir Blaise, s'il souhaite mettre un peu d'extravagance dans la vie du groupe. Alors que tous les poussins sont identiques, c'est paradoxalement le seul qui se distingue qui trouve l'anonymat, et l'impunité qui va avec. Il peut alors se permettre un comportement qui tranche avec la monotonie des habitudes du groupe.

## Liste des albums avec Blaise
- L'Album d'Adèle, Gallimard jeunesse, 1986.
- Adèle et la pelle, Gallimard, 1988.
- Petronille et ses 120 Petits, L'Ecole des Loisirs, 1990.
- Blaise et la tempêteuse bouchée, L'École des Loisirs, 1991.
- Le Jour du mange-poussin, L'École des Loisirs, 1991.
- Blaise dompteur de taches, L'École des Loisirs, 1992.
- Blaise et le robinet, L'École des Loisirs, 1994.
- Blaise et le château d'Anne Hiversère, L'École des Loisirs, 2004.
- Mille secrets de poussins, L'École des Loisirs, 2005.
- La nuit des Zèfirottes, L'École des Loisirs, 2006.
- Almanach Ouroulboulouck, L'École des Loisirs, 2007.
- Catalogue de parents pour les enfants : pour les enfants qui veulent en changer, école des loisirs, 2008
- Blaise et le Kontrôleur de Kastatroffe, L'École des Loisirs, 2014

Compilation :
- Blaise 3 en 1 (regroupant Blaise et la tempêteuse bouchée, Blaise dompteur de taches et Blaise et le robinet), L'École des Loisirs, 2016